# Marches de la mort (Shoah)
Les marches de la mort consistent en l'évacuation par les SS des occupants, en majorité juifs, des camps de concentration et d'extermination nazis, à la fin de la Seconde Guerre mondiale. Elles eurent lieu lorsque les Alliés se rapprochaient des camps, dont ceux de Neuengamme et Auschwitz, afin de poursuivre le processus de concentration en Allemagne (et Pologne) et le dissimuler aux yeux des Alliés. Les prisonniers, juifs, tsiganes, ou non, déjà affaiblis par le travail, les privations ou les maladies risquaient la mort au cours de ces marches de transfert d'un camp vers un autre. Le camp de Mauthausen avec ses camps annexes, couvrant toute l'Autriche, a organisé ces marches, visant particulièrement les Juifs hongrois.
Ce fut également le cas, lors du Porajmos (holocauste tsigane), pour les roms hongrois, sur tout le territoire de la Hongrie sous domination allemande entre 1940 et 1944.

## Auschwitz vers Loslau (Wodzisław Śląski)
En 1944, à la suite des victoires remportées par l'Armée Rouge, les autorités SS du camp d'Auschwitz évacuent environ 65 000 prisonniers vers l'Allemagne le 18 janvier 1945. Les soldats SS brûlent les documents, comblent les fosses contenant les cendres de leurs victimes avec de la terre. Cependant, ils ne parviennent pas à tout effacer avant de s'échapper.
Plusieurs dizaines de milliers de déportés moururent dans la marche de la mort d'Auschwitz à Loslau soit 56 kilomètres, endurée par des détenus épuisés, affamés, dans un froid glacial.

## Monowitz-Buna vers Buchenwald
Buna est liquidé le 18 janvier 1945 à l'approche de l'Armée rouge. À 18h00 la cloche sonne et l'ensemble du camp est disposé en rangs par blocs et seuls les internés du Krankenbau (K.B. ou infirmerie) sont exemptés. Ils resteront aux camps jusqu'à sa libération 9 jours plus tard le 27 janvier 1945,. Les blocs se mettent en marche l'un à la suite de l'autre puis, sous les vents d'hiver, la cadence augmente jusqu'à atteindre l'allure d'une course. Grandement affaiblis par les conditions de vie, la famine et les maladies beaucoup de détenus ne parviennent pas à suivre le rythme et sont exécutés immédiatement à bout portant par les gardes SS. Ils parcourent ainsi 70km avant le premier arrêt pour rejoindre ensuite le camp de Gleiwitz. Trois jours s'écoulent avant que les prisonniers soient déportés par train vers Buchenwald dans des wagons à bestiaux sans toit et sans nourriture en plein hiver. Le convoi est particulièrement meurtrier et Elie Wiesel estime que son wagon comptait environ 100 personnes au départ pour seulement 12 survivants à l’arrivée. Lors de leur passage dans les villages, certains Allemands s'amusent à jeter du pain au convoi pour assister à la compétition féroce entre prisonniers pour la nourriture. Plusieurs meurent ainsi. Arrivés au camp ils y restent jusqu'à la fuite des SS le 11 avril 1945 et sa libération quelques heures plus tard par l'armée américaine.

## Stutthof vers Lauenburg
Vers la fin de la Seconde Guerre mondiale, les femmes survivantes furent emmenées dans une marche de la mort vers Sachsenhausen-Oranienburg.

## Images

Quelques stèles commémoratives le long de différentes marches de la mort
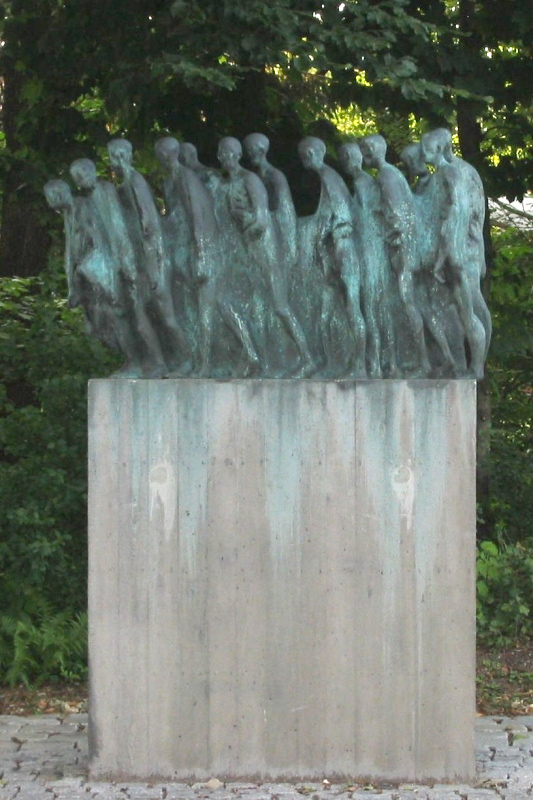
Mémorial à Krailling pour commémorer une « marche de la mort » depuis le camp de concentration de Dachau.
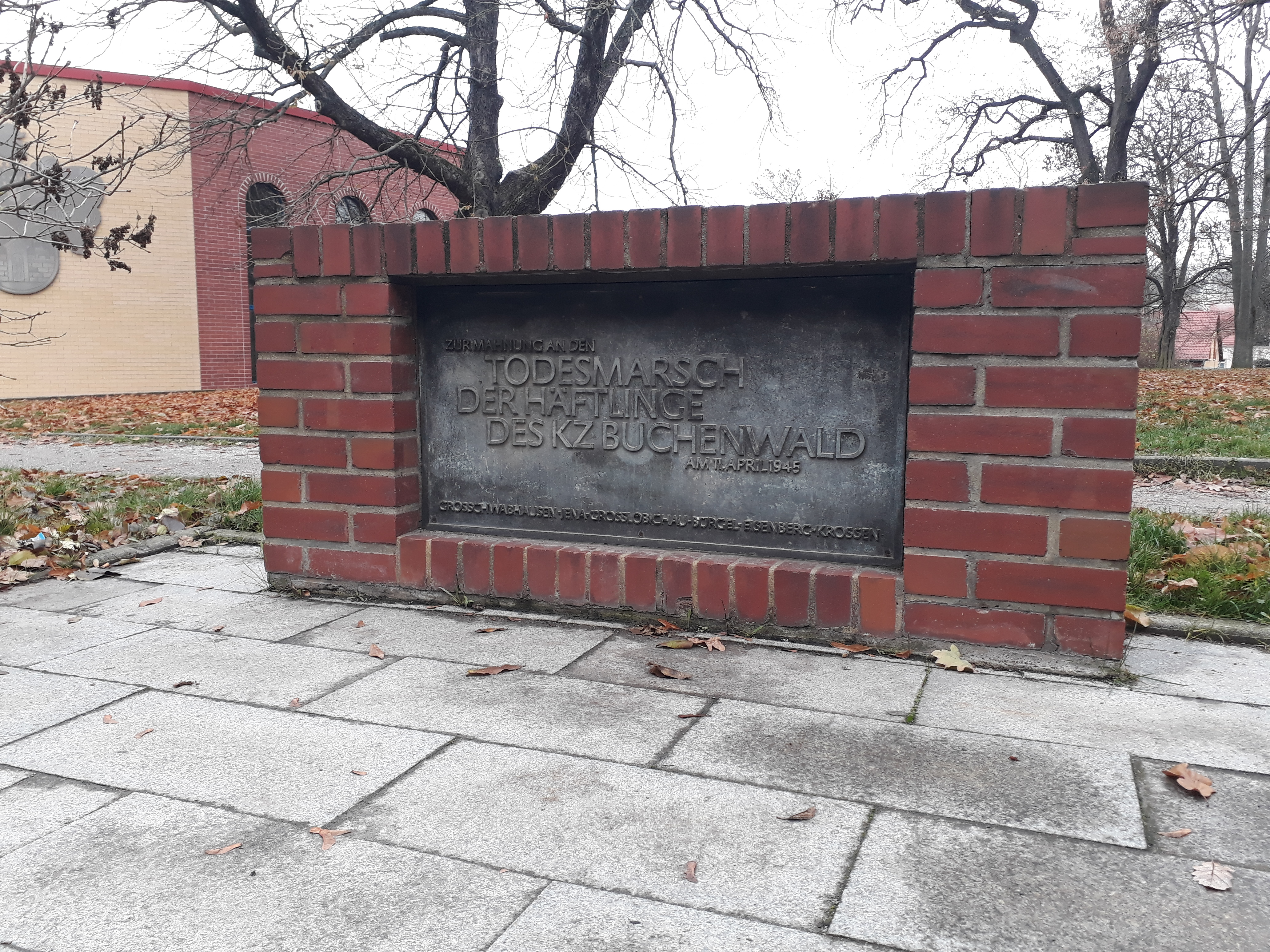
Eisenberg
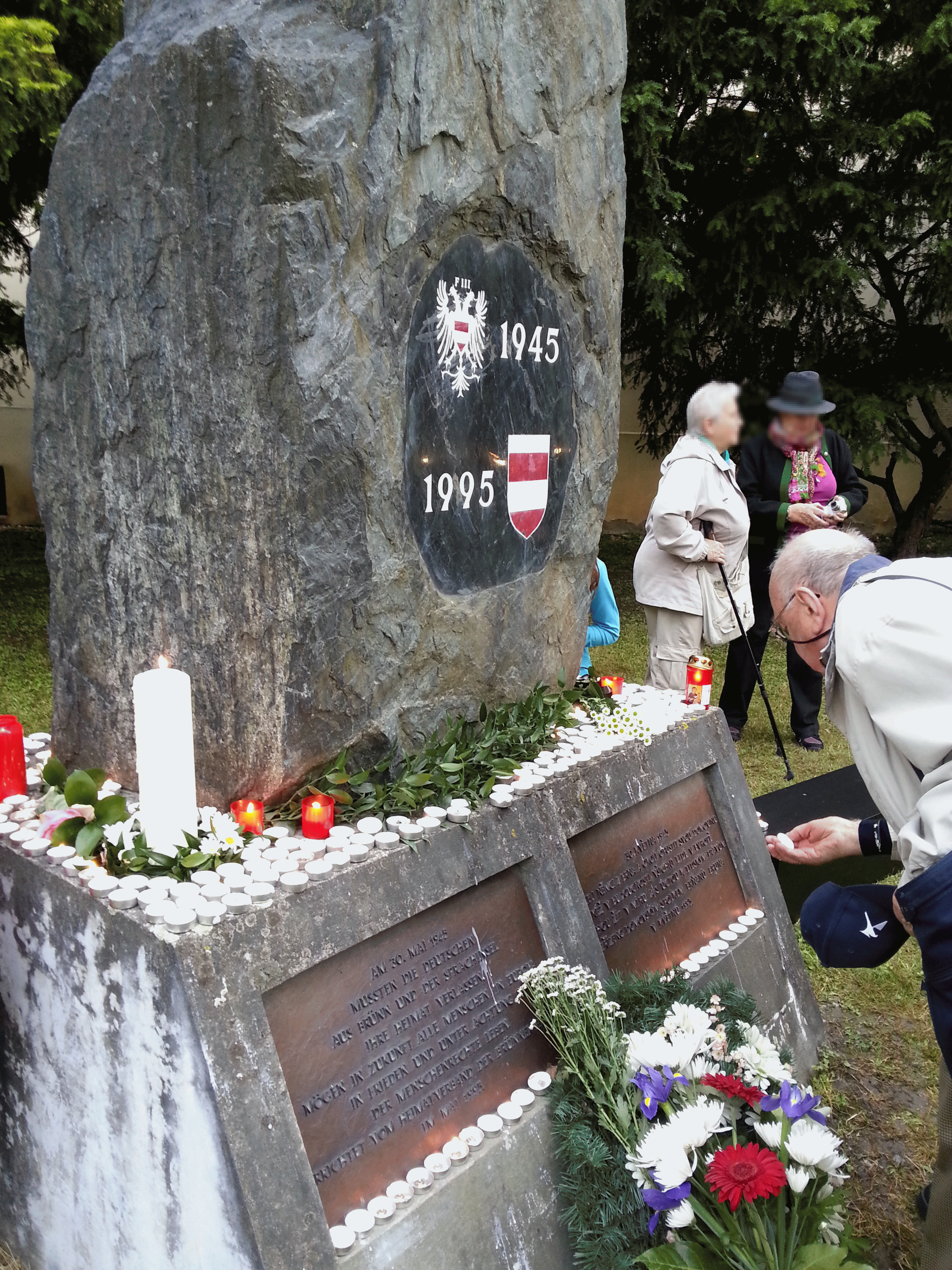
Brünn
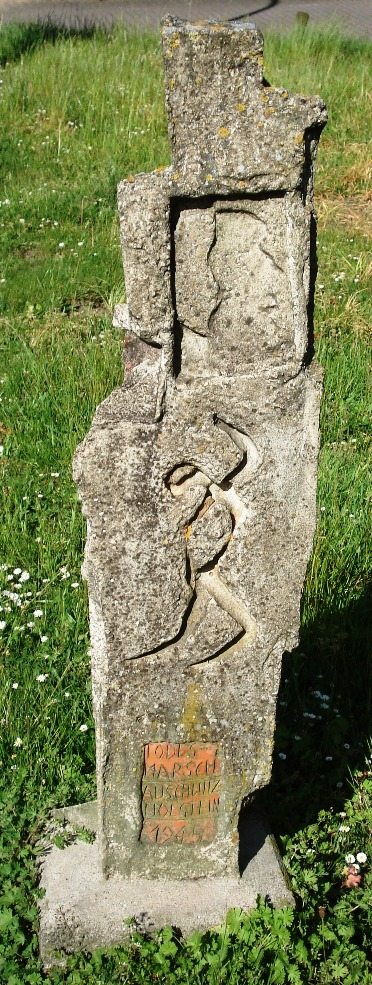
Neustadt